# 무쓰 히로키치

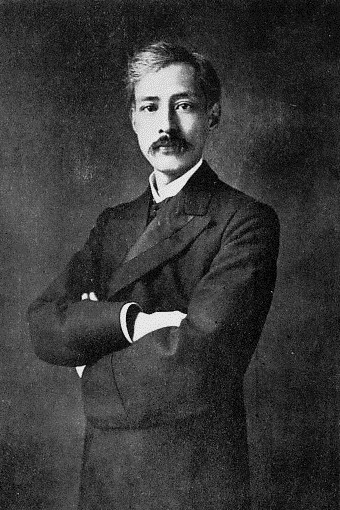
무쓰 히로키치

무쓰 히로키치(陸奥廣吉)는 일본 제국의 화족, 외교관이다. 무쓰 무네미쓰 백작의 장남.
| 전임 무쓰 무네미쓰 | 제2대 무쓰 (무네미쓰) 백작가 당주 1897년 ~ 1942년 | 후임 무쓰 이안 요노스케 |